# Xã Lake, Quận Wabasha, Minnesota
Xã Lake (tiếng Anh: Lake Township) là một xã thuộc quận Wabasha, tiểu bang Minnesota, Hoa Kỳ. Năm 2010, dân số của xã này là 442 người.